# 本質安全
本質安全（Intrinsic safety）是一種使電子設備在爆炸性氣體環境及不正常操作條件下可以安全運作的保護技術，設計方式是避免設備釋放足以引燃易燃物的能量。本質安全概念的發展是為了在危險區域下，（例如北海的天然氣平台）程序控制儀表的安全運作。
降低爆炸風險可以由三個方式來進行：限制爆炸範圍、隔离及預防，本質安全是預防方面相當有效的方式。本質安全是固有安全在儀器上的應用。以往認為像馬達或照明等高功率電路不適用本質安全的保護方式，不過配合動態電弧識別終端（簡稱DART）的技術，高功率電路也可以適用本質安全的保護方式。

## 運作原理
本質安全的理論基礎是確保系統中的電能及熱能均低到不會使爆炸性氣體燃燒，因此在危險區域下只允許流過低電壓及小電流，而且對於能量儲存有嚴格的限制。
最常用的保護方式是利用多個電阻串聯來限制流過的電流（假設電阻失效時會開路），或是用多個齊納二極體接到地點來限制電壓（假設二極體失效時會短路）。有時也會有時也會用電隔離的屏障方式。本質安全屏障的認證法規要求在這些限制元件若損壞在一定程度以下，仍能維持其認證的電壓及電流。
例如一個在危險區域使用的量測設備需設計在小電壓及小電流下運作，而且不能有大電容或電感，以免放電時會產生火花。設備需依認證的接線方式接到位在非危險區域，有安全屏障的控制盤內，安全屏障的目的是在確認不論量測電路和外部電源設備之間有任何意外的短路，流入危險區域的電壓及電流仍需維持在認證要求的電壓及電流範圍內。
一般設備在正常使用時，可以會因為開關、馬達電刷、連接器或其他元件內部產生微小的火花。這些火花會引燃週遭的可燃氣體，本質安全設備的設計原理是不包含任何會產生火花的元件，若有儲能元件，其儲能也不能大到足以產生火花。例如若在進行可燃物品的海上運輸作業時，當物品在海運碼頭，油輪或駁船之間運輸時，需利用雙向無線電聯絡，若在一些意外事件（如可燃物品潑灑）時需停止運輸。而美国海岸警卫队即要求雙向無線電需通過本質安全的認證。
另一個有關本質安全的概念是控制零件異常時的溫度。在一些特定的故障下（例如半導體內部短路），其溫度會較正常使用的溫度高出許多。此時需使用像類似限流電阻或保險絲之類的保護元件，確保在任何情形下，元件溫度都不會達到使可燃氣體自燃的程度。
除了適當設計的電池供電設備外，其他的現場設備或接線都不能只靠本身就可達到本質安全，需要配合適當設計的本質安全系統才會確保其本質安全。這類的系統一般都有詳細的說明書，以確保其安全使用及維護。

## 認證
許多機構都提出了本質安全的標準，也會評估製造商的產品是否符合標準。這些機構可以是政府的部門，也可以由保險公司、製造商、產業中對安全標準有興趣的業者所組成。若產品通過認證，製造商可在產品上增加一標籤或是圖示，以識別產品已通過對應的產品安全標準。這類機構包括美國的FM全球及加拿大的加拿大標準協會（CSA），在歐洲則有位在德國的ZELM及在荷蘭的KEMA 。為了促進世界貿易，國際的各標準組織已開始進行整合工作，目標是在某一國家通過認證的本質安全產品，在不重新進行測試的條件下，可以通卨其他國家的本質安全認證。

## 延伸閱讀
- Redding, R.J., Intrinsic Safety: Safe Use of Electronics in Hazardous Locations.  McGraw-Hill European technical and industrial programme.  1971.  ISBN 978-0-07-094224-0
- Paul, V., '"The earthing of intrinsically safe barriers on offshore transportable equipment". IMarEST. Proceedings of IMarEST - Part A - Journal of Marine Engineering and Technology, Volume 2009, Number 14, April 2009, pp. 3–17(15)
- (PDF), Airo Wireless,   [2012-10-08], （原始内容 (PDF White Paper)存档于2012-09-05）.
- (PDF). Cooper Crouse Hinds.   [25 Sep 2012]. （原始内容存档 (PDF)于2021-03-07）.